# Sicincin Hilir
Sicincin Hilir is een bestuurslaag in het regentschap Payakumbuh van de provincie West-Sumatra, Indonesië. Sicincin Hilir telt 1396 inwoners (volkstelling 2010).